# René Steinke
René Dan Steinke (Berlino Est, 16 novembre 1963) è un attore tedesco.

## Biografia
Dopo un inizio come giocatore di rugby nella squadra del suo liceo scopre il mondo del teatro di cui si innamora.
È noto soprattutto per aver interpretato Tom Kranich nella serie televisiva Squadra Speciale Cobra 11 (Alarm für Cobra 11 - Die Autobahnpolizei), nel cui cast è entrato nel 1999 e da cui è uscito dopo quattro anni. Nella fiction, Tom Kranich se ne va in seguito alla morte di Elena, la propria fidanzata incinta. L'uscita di scena dell'attore è in realtà dovuta agli impegni lavorativi su altri set, quasi esclusivamente televisivi.
René Steinke è poi ritornato nelle serie 2005-2006-2007 di Cobra 11; uscirà tragicamente all'inizio della undicesima stagione, in cui il suo personaggio muore.
Ha recitato nel film Guerra e Amore con la collega di Squadra Speciale Cobra 11 Charlotte Schwab.